# Aleksandr Il'in-Ženevskij
Aleksandr Fëdorovič Il'in-Ženevskij, noto in Occidente come Alexander Ilyin-Zhenevsky o Alexander Ilyin-Genevsky (in russo Александр Фёдорович Ильин-Женевский?; San Pietroburgo, 28 novembre 1894 – Novaja Ladoga, 3 novembre 1941), è stato uno scacchista russo (sovietico dal 1921).
Nato Aleksandr Fëdorovič Il'in, aggiunse il cognome Ženevskij perché questo era il suo nome di partito dopo che nel 1912 fu esiliato a Ginevra dal regime zarista perché sospettato di attività rivoluzionarie bolsceviche (Ženevskij significa "di Ginevra"). Anche suo fratello maggiore entrò nell'organizzazione bolscevica, dove era conosciuto come Fëdor Fëdorovič Raskol'nikov, altissimo ufficiale della Marina sovietica e più tardi oppositore di Stalin.
Durante l'esilio Il'in-Ženevskij vinse nel 1914 il campionato di Ginevra. Al termine della Rivoluzione d'ottobre tornò in Russia dove diventò un funzionario di partito. Fu molto attivo nell'organizzazione di eventi scacchistici e si adoperò perché gli scacchi venissero finanziati dallo stato. Si deve principalmente a lui l'organizzazione del primo Campionato sovietico a Mosca nel 1920, vinto da Alechin.
Nel 1925 vinse il campionato della città di Leningrado e nello stesso anno partecipò al fortissimo torneo internazionale di Mosca, vinto da Efim Bogoljubov davanti a Emanuel Lasker e José Raúl Capablanca. Il'in-Ženevskij si classificò undicesimo su 21 concorrenti. In questo torneo vinse una partita contro Capablanca, diventando uno dei pochi giocatori a poter vantare di aver vinto contro "la macchina degli scacchi", come era chiamato il grande cubano.
Vinse il campionato di Leningrado anche nel 1926 e nel 1929. Partecipò a diversi campionati sovietici, con risultati generalmente di metà classifica.
Secondo la versione ufficiale (avvalorata da Botvinnik) morì a causa di un raid aereo dei tedeschi lungo la costa del lago Ladoga durante l'assedio di Leningrado, ma secondo alcune fonti sarebbe stato vittima delle purghe staliniane per ragioni politiche.
Prende il suo nome una variante della difesa olandese: 

1. d4 f5 2. c4 Cf6 3. g3 e6 4. Ag2 Ae7 5. Cf3 0-0 6. 0-0 d6 7. Cc3
Questa posizione riserva al nero tre idee differenti che caratterizzano il sistema. È possibile giocare:
7... a5; 7... De8; 7... Ce4